# NGC 3123
NGC 3123 је ознака објекта на координатама са ректансцензијом 10h 7m 1,8s и деклинацијом + 0° 4" 2'. Открио га је Филип Сидни Кулиџ, 31. марта 1859. Каснијим посматрањима на том положају није уочен никакав астрономски објекат.